# Posición (música)
La posición en música hace referencia a la disposición de los dedos y/o la mano que debe adoptar el intérprete en un determinado instrumento. 
Por ejemplo, en un instrumento de cuerda frotada es la localización o colocación de la mano sobre el diapasón y sobre las cuerdas en relación con la cejilla. 

## Posición en instrumentos de cuerda frotada

Digitación de la primera posición en las cuatro cuerdas del violín.

Las diferentes posiciones se indican mediante números ordinales, por ejemplo tercera posición. Sobre la partitura, las digitaciones se indican a través de cifras arábigas y las cuerdas a las que se aplica tal digitación con números romanos. De esta manera queda determinada la posición que hay que aplicar en cada caso. Así, por ejemplo, en el caso del violonchelo un re3 digitado con el dedo 4 sobre la cuerda I, implica que debe ser interpretado en primera posición. 
En los casos concretos del violonchelo y del contrabajo, y sin una numeración particular de posición, están las posiciones de cejilla, útiles sobre todo para interpretar pasajes especialmente agudos. En estos casos, el dedo pulgar, habitualmente colocado detrás del mástil del instrumento se desplaza hacia delante y pulsa las cuerdas situándose perpendicular a estas, haciendo las funciones de una cejilla.
A medida que los intérpretes de instrumentos de cuerda frotada adquieren experiencia y pericia, se van acostumbrando a encontrar los lugares donde se sitúan estas posiciones, que nunca están marcadas ni sobre el diapasón ni sobre el mástil del instrumento, ni con ningún otro método. Algunas de estas posiciones son más fáciles de ubicar por su relación con ciertos elementos estructurales del propio instrumento. 
Así, por ejemplo, la cuarta posición en el violonchelo se encuentra aproximadamente poniendo el dedo pulgar en contacto con la base del mástil. Se trata precisamente el punto donde su espesor varía sensiblemente, por lo que en algunas metodologías de aprendizaje esta posición se aprende inmediatamente después de la primera. 
De manera similar, las posiciones superiores en el violín hacen uso de los hombros de la caja de resonancia como punto de referencia. De hecho, algunos instrumentos electrófonos que en realidad no tienen necesidad de contar con una caja de resonancia ni de tener ninguna forma predeterminada, incorporan este perfil imitando estos hombros precisamente por esta razón.
|                                         |
| Violinista tocando en primera posición. |

|                                             |
| Violonchelista tocando en segunda posición. |

|                                                     |
| Contrabajista tocando con una posición con cejilla. |

## Posición en instrumentos de viento metal

### Trombón
El trombón emite las diversas notas musicales dentro de su registro mediante la extensión de la vara principal hacia diferentes posiciones. En la primera posición la longitud del taladro es la más corta; mientras que la séptima posición lleva la vara a su extensión más alejada, en el extremo de las medias de la vara deslizante interior. (Estas son secciones de un diámetro ligeramente superior en los extremos de los tubos vara deslizante interior.) Las posiciones 3ª y 4ª pueden estar ubicadas en relación desde la mano derecha del intérprete hasta la campana del instrumento. Las posiciones de numeración más baja sitúan la vara más cerca que las de numeración más alta. Las posiciones 6ª y 7ª son útiles principalmente en la parte más grave del registro del trombón. 
Cada intérprete "tiene una forma diferente de visualizar donde están las posiciones del trombón de varas relacionadas entre sí".
Algunas notas pueden ser tocadas en más de una posición, por ejemplo, la notación  D4 puede sonar bien en la posición 1ª o en la 4ª. En consecuencia, los trombonistas a menudo pasan tiempo estudiando una voz o  parte para determinar cómo abordar una frase en particular.